# Пагода храма Цышоу
Пагода храма Цышоу (кит. упр. 慈寿寺塔, пиньинь Císhòu Sì Tǎ, палл. Цышоу сы та), первоначально Пагода Юнъаньваньшоу (кит. упр. 永安万寿塔, пиньинь Yǒng'ān Wànshòu Tǎ, палл. Юнъан Ваньшоу та) — китайская пагода из камня и дерева, построена в 16-м веке у буддийского храма Цышоу в Баличжуане, тогдашнем пригороде Пекина. Это восьмиугольная пагода высотой 50 м (164 фт.), со сложной декоративной резьбой, 13 этажами с декоративными балконами и шпилем.
Пагода построена в 1576 при Мин (1368—1644), по указанию вдовствующей императрицы Ли в правление Ваньли (1572—1620). Пагода Цышоу выполнена по образцу пагоды храма Тяньнин в Пекине. Резные карнизы пагоды выполнены в стале господствовавшем при Ляо и Цзинь. Хотя храм Цышоу был разрушен (сгорел в пожаре и не был отстроен), пагода сохранилась очень хорошо, если не считать естественное выветривание рельефов.
Основание пагоды символизирует Сумеру, на рельефах изображён Будда, лотус и другие украшения. Вершняя часть пагоды украшена орнаментом изображающим китайские музыкальные инструменты, например Цисяньцинь. Стилизованные доугуны высечены между карнизами пагоды, они «унаследованы» от классической китайской деревянной архитектуры

### На английском
- Cishou Temple Pagoda at China.org.cn